# 1953 у футболі
Нижче наведені футбольні події 1953 року у всьому світі.

## Засновані клуби
- Динамо (Берлін) (Німеччина)
- Тетекс (Македонія)

## Національні чемпіони
- Англія: Арсенал (Лондон)
- Аргентина: Рівер Плейт
- Італія: Інтернаціонале
- Іспанія: Барселона
- СРСР: Спартак (Москва)
- ФРН: Штутгарт
- Франція: Реймс
- Шотландія: Рейнджерс